# Windows NT 3.1
Windows NT 3.1是微软开发的用于服务器和商业的32位操作系统，是Windows NT产品线的第一代产品，于1993年7月27日发布。
Windows NT 3.1是一个完全重新设计的操作系统。它不仅能够在多种处理器架构上运行，还提供比之前基于MS-DOS的Windows版本更高的安全性和稳定性。
Windows NT最开始计划是OS/2 3.0，由微软和IBM联合开发的操作系统的第三版。出于多种原因，包括1990年Windows 3.0的市场成功，微软决定推进Windows的开发，IBM独自继续对OS/2的开发。
Windows NT 3.1有两个版本：用于工作站的Windows NT 3.1和用于服务器的Windows NT 3.1 Advanced Server。刚发布时，由于其高硬件要求和32位应用程序很少而无法在市场上立足，但它为所有后来的Windows NT版本奠定了基础。

## 历史

### 作为NT OS/2
由于使用MS-DOS作为IBM PC 兼容机的实际操作系统，微软在个人电脑市场上占据了主要地位，而内森·梅尔沃德（在Dynamical Systems Research被收购后加入微软）发现了主要的两个对微软垄断的威胁：一方面，RISC架构的新处理器被证明比运行MS-DOS和Unix的同等英特尔处理器更强大；另一方面，Unix是一个支持多处理器和网络的跨平台多任务操作系统系列。虽然程序需为每个单独的Unix衍生版本调整使Unix的广泛使用受阻，但比尔·盖茨认为类Unix操作系统与RISC处理器的结合可能是一种市场威胁，促使微软需要开发一种能在多种架构上运行的“ Unix杀手”（Unix killer）。
新操作系统的开发工作始于1988年11月，当时微软聘了请来自DEC公司的有VMS开发经验的戴夫·卡特勒来协助开发新的操作系统，作为卡特勒的条件，他还带来了一些他在DEC团队中的员工。
该操作系统最初计划作为OS/2 3.0开发，OS/2是微软和IBM联合开发的操作系统。虽然OS/2最初打算接替MS-DOS，但它未获得商业上的成功。新操作系统的设计目标是可以移植到不同的处理器平台，并支持多处理器系统，而当时很少有操作系统能做到这一点。为了面向企业市场，该操作系统还支持网络、POSIX标准，以及符合TCSEC标准的安全平台；这将要求操作系统是具有权限框架的多用户系统并具有审计安全相关事件的能力。
微软和IBM都想推销一种能够吸引企业“企业软件”客户的操作系统。这意味着更高的安全性、可靠性、处理能力和计算机网络功能。然而，由于微软也想在其他计算平台上从Unix中夺取市场份额，他们需要一种比OS/2更可移植的系统设计。 
为此，微软开始为非x86处理器开发和测试他们的新操作系统：英特尔Intel i860的模拟器版本。微软将其操作系统代号命名为NT OS/2，也是暗指芯片的代号“N10”（英文读作“N-Ten”）。 DEC先发制人地起诉微软，声称他们从MICA窃取了用于新操作系统的代码。在庭外和解中，微软同意使NT OS/2与DEC的Alpha处理器兼容。
开发团队最初估计将在18个月内完成开发。到1989年4月，NT OS/2内核已可以在i860模拟器中运行。但是开发团队后来确定i860不适合该项目。12月，他们开始将NT OS/2移植到MIPS R3000处理器，并在三个月内完成。微软高级执行官保罗·马里茨的目标是1992年发布，但开发时间计划不确定。因急于终止反对者关于NT直到1994年才会上市的传言，又计划于1990年在COMDEX上展示新的操作系统。

### 作为Windows NT
基于MS-DOS的Windows 3.0于1990年5月发布后，取得了异常的成功，随之微软的市场策略转变削弱了其与IBM的合作关系——IBM希望微软专注于以OS/2为主要平台的开发，而不是围绕Windows建立他们未来的业务。由于这些不确定因素，用户和开发者不清楚该适应Windows还是OS/2（操作系统在API上的不兼容放大了这种情况），同时微软也因同时开发多个操作系统而资源耗尽。1990年8月，作为对Windows 3.0流行的回应，NT OS/2团队决定重新设计操作系统以使用Windows API的扩展的32位接口（即Win32）。Win32保留了Windows使用的熟悉的16位API体系，这将使开发者可以轻松地将他们的软件为新平台适配，同时保持与现有Windows软件的兼容性。
由于这些改变，NT未能如先前计划地在COMDEX上发布。当时公众和IBM都不知道NT OS/2向Windows NT的转变。尽管IBM和微软确实同意修订后的合作关系，即轮流开发OS/2的主要版本，而不是在合作开发每个版本， IBM最终在1991年1月得知了微软的Windows NT计划，并立即终止OS/2的关系。IBM将单独开发OS/2 2.0（按照修订的计划）和所有未来版本，微软没有任何进一步的参与。
1991年10月，Windows NT在COMDEX上首次公布。为确保利用Windows NT的软件在其发布时（计划于1992年末发布）可用，微软还向出席的选定的开发人员分发了32位软件开发工具包。这次展示得到了正面回应；《个人电脑杂志》称 Windows NT 是“操作系统的现代改造”，但同时声称，最终版本不太可能保留承诺的向下兼容性。1992年3月，微软还发布了Win32s，为了开发针对该平台优化的软件，还允许Windows 3.1与Windows NT程序部分兼容。
在1992年6月的微软Win32专业开发者大会上，展示了在x86和MIPS处理器上运行的Windows NT，同时还提供了Windows NT的测试版和更新的开发工具包。同时，微软宣布了其用于Windows NT的SQL Server产品的新版本；Unix供应商担心该软件可能成为影响Unix系统市场份额的杀手级应用。NT的内存使用也引起了关注；当时的大多数计算机都配备4 MB的RAM，而NT建议使用16 MB。由于当时RAM成本高昂，批评者认为其高系统要求可能会影响Windows NT的销售和使用。通过诸如分页之类的方法减少其内存使用量的措施也已采取。
微软于1992年10月开始发布NT的公开测试版，一个月后，在COMDEX上举行了一场主要关于Windows NT第三方软件的演讲。NT的最终预发布版本于1993年3月发布，同时公布了服务器版本Windows NT，Windows NT with LAN Manager。尽管其稳定性和性能有所提高，但仍有人担心该操作系统可能会发布未成品或进一步推迟到1993年。

### 发布
Windows NT 3.1和Windows NT 3.1 Advanced Server（版本号将它们与Windows 3.1相关联）于1993年7月26日发布。起初只发布了x86和MIPS版本；DEC Alpha版本随后于9月发布。工作站版本售价495美元，服务器版本售价1,495美元。从表面上看，服务器价格是仅在销售的前六个月提供的促销折扣价，但从未将零售价提高到所列的2,995美元。250名程序员编写了560万行代码；开发成本为1.5亿美元。在开发的最后一年，该团队修复了30,000多个错误。
Windows NT 3.1和Windows 3.1拥有视觉效果非常类似的用户界面，以致于人们有时候会把它与Windows 3.1相混淆。这也使得Windows NT 3.1对于那些有Windows 3.x使用经验者更易用。
在产品的生命周期中，微软发布了三个服务包：Service Pack 1于1993年10月8日发布； Service Pack 2于1994年1月24日发布；Service Pack 3于1994年10月29日发布。服务包以CD-ROM和软盘分发，也通过BBS、CompuServe和网络分发。微软于2000年12月31日终止了对该操作系统的支持。对Windows NT 3.1 RTM（无服务包）的支持于1994年1月8日结束。Service Pack 1支持于1994年4月24日结束，最后，Service Pack 2支持于1995年1月29日结束，距正式发布仅一年时间。
Windows NT 3.1被本地化为多种语言。除英语外，它还提供荷兰语、法语、德语、日语、西班牙语和瑞典语版本。工作站版本另外还有丹麦语、芬兰语、意大利语、挪威语和葡萄牙语版本。

## 硬件要求
Windows NT 3.1支持多种平台：除了Intel x86架构外，还支持DEC Alpha和MIPS（R4000和R4400）处理器。
x86架构上的系统最低硬件要求包括25 MHz 80386处理器，12 MB的内存，75 MB的硬盘空间和VGA显卡。RISC架构（包括DEC Alpha和MIPS处理器）上的系统需要16 MB的内存，92 MB的硬盘空间和一个CD-ROM驱动器。
Advanced Server版需要一个80386处理器，16 MB的内存，90 MB的硬盘空间。在RISC架构上则需要110 MB的硬盘空间。
Windows NT 3.1支持双处理器系统，而Advanced Server版最多支持四个处理器。由于处理器检测程序中的错误，Windows NT 3.1无法安装在Pentium II或更新的处理器上。微软未解决过该问题，但有非官方补丁可用。

## 外部連結
- GUIdebook: Windows NT 3.1 Gallery （页面存档备份，存于） - Windows NT 3.1界面截图图集